# 그랑보
그랑보(프랑스어: Grandvaux)는 스위스 보주의 라보-오롱구에 위치한 이전 시정촌이다. 퀴이, 에페스, 그랑보, 리에 및 빌레트(라보)의 시정촌은 2011년 7월 1일에 부르앙라보의 새로운 시정촌으로 병합되었다.

## 역사
그랑보는 1250년에 de Gravaz로 처음 언급되었다. 1445년에 그것은 Grandvulx로 언급되었다.

## 지리
그랑보의 면적은 2009년 기준으로 2.94k㎡이다. 이 지역 중 1.57k㎡(53.4%)가 농업용으로 사용되는 반면 0.3k㎡(10.2%)는 삼림이 있다. 나머지 토지 중 1.04k㎡(35.4%)가 정착(건물 또는 도로)되어 있다.
건설 면적 중 주택과 건물이 22.1%, 교통 기반 시설이 11.6%를 차지했다. 산림을 제외한 모든 산림면적은 울창한 산림으로 덮여 있다. 농경지 중 22.4%는 작물 재배에 사용되며 11.9%는 목초지이며 19.0%는 과수원이나 덩굴 작물에 사용된다.
시정촌은 2006년 8월 31일에 해산될 때까지 라보구의 일부였으며, 그랑보는 새로운 라보-오롱구의 일부가 되었다.
시정촌은 제네바 호수 기슭에 있다. 호수에서 795m 높이의 Signal de 그랑보까지 뻗어 있다. 그랑보 마을, 쿠르송(Curson)을 비롯한 여러 작은 마을, 조라트의 숲으로 구성되어 있다.

## 인구통계
2009년 기준, 그랑보에는 2,014명의 인구가 있다. 2008년 기준으로 인구의 18.9%가 거주 외국인이다. 1999년부터 2009년까지 지난 10년 동안 인구는 4.4%의 비율로 변화했다. 이주로 인해 1.8%의 비율로, 출생과 사망으로 인해 2.2%의 비율로 변경되었다.
2000년 기준, 인구 대부분인 1,628명(84.0%)이 프랑스어를 사용하며, 독일어가 135명(7.0%)으로 2위이고, 영어가 81명(4.2%)으로 3위이다. 이탈리아어를 할 수 있는 사람이 29명 있다.
지자체의 인구 중 365명(18.8%)가 그랑보에서 태어나 2000년에 그곳에 살았다. 같은 주에서 태어난 752명(38.8%)가 있었고, 344명(17.8%)가 스위스 다른 곳에서 태어났고, 424명(21.9%)는 스위스 이외의 지역에서 태어났다.
2008년에는 스위스 시민이 14명, 스위스 시민이 아닌 경우 2명이 출생했으며, 같은 기간에 스위스 시민이 8명, 스위스 시민이 아닌 경우 1명이 사망했다. 이민과 이주를 무시하면 스위스 시민의 인구는 6명이 증가했고, 반면 외국인 인구는 1명이 늘었다. 스위스에서 이주한 스위스 남성 8명과 여성 8명이 있었다. 동시에 다른 나라에서 스위스로 이주한 13명의 비스위스계 남성과 20명의 비스위스계 여성이 있었다. 2008년 전체 스위스 인구 변화(시 경계를 넘는 이동을 포함한 모든 출처에서)는 15명이 증가했고, 비스위스계 인구는 30명이 증가했다. 이는 2.3%의 인구 증가율을 나타낸다.
2009년 기준 그랑보의 연령 분포는 다음과 같다. 196명의 어린이(인구의 9.7%)가 0~9세이고 228명의 청소년(11.3%)이 10~19세이다. 성인 인구 중 168명(인구의 8.3%)이 20~29세이다. 253명(12.6%)은 30~39세, 347명(17.2%)은 40~49세, 315명(15.7%)은 50~59세이다. 고령자 분포는 285명(인구의 14.2%)이 60세 이상이다. 69세는 131명(6.5%), 70~79세는 74명(3.7%), 80~89세는 3.7%, 90세 이상은 15명(0.7%)이다.
2000년 기준으로 시정촌에 미혼이거나 독신인 사람은 736명이다. 기혼자는 953명, 미망인은 115명, 이혼한 사람은 133명이었다.
2000년 기준 거실당 평균 거주자 수는 0.55명으로 주 평균인 0.61명보다 적다. 이 경우 방은 일반 침실, 식당, 거실, 주방 및 거주 가능한 지하실 및 다락방으로서 4㎡ 이상의 주택 단위의 공간으로 정의된다. 전체 가구의 약 59.8%가 자가 소유, 즉 집세를 내지 않고 있었다. (모기지 또는 전세 계약이 있을 수 있음)
2000년 기준으로 시정촌에는 808가구, 가구당 평균 2.3명이 살고 있다. 1인 가구는 234가구, 5인 이상 가구는 38가구였다. 총 823가구 중 1인 가구가 28.4%로 부모와 동거하는 성인 7가구였다. 나머지 가구 중 자녀가 없는 기혼 부부는 246가구, 자녀가 있는 기혼 부부는 266가구, 자녀가 있는 편부모는 42가구였다. 13가구는 혈연관계가 없는 사람들로 구성되어 있었고, 15가구는 일종의 시설이나 다른 공동주택으로 구성되어 있었다.
2000년 기준 단독주택은 총 693동 중 457호(전체의 65.9%)였다. 다가구는 110채(15.9%), 주거용은 97채(14.0%), 기타 용도(상업·산업)는 29채(4.2%)로 가장 많았다. 단독주택 중 1919년 이전에 59채, 1990~2000년 사이에 52채가 건설됐다. 1919년 이전과 1981년에서 1990년 사이에 그 다음으로 많은 주택(21채)이 건설되었다. 1996년에서 2000년 사이에 7개의 다가구 주택이 건설되었다.
2000년에는 시정촌에 978개의 아파트가 있었다. 가장 흔한 아파트 규모는 방 4개(232개)였다. 1인실 아파트가 41개, 5개 이상 아파트가 358개였다. 이 중 상가주택은 총 782채(전체의 80.0%), 비수기 178채(18.2%), 공실 18채(1.8%)였다. 2009년 기준 신규주택 건설 비율은 인구 1,000명당 1세대였다. 2010년 시정촌 공실률은 0%였다.
역사적 인구는 다음 차트에 나와 있다.

### 종교
2000년 인구 조사에서 570명(29.4%)가 로마 가톨릭 신자였으며, 907명(46.8%)가 스위스 개혁 교회에 속했다. 나머지 인구 중 정교회 교인은 15명(0.77%), 크리스찬 가톨릭 교회 교인은 4명(인구의 약 0.21%), 다른 기독교 교회에 속한 39명(2.01%). 유대인은 6명(0.31%)이었고, 이슬람교는 16명(0.83%), 불교 2명, 그리고 다른 교회에 속한 4명이 있었다. 307명(15.85%)이 교회에 속하지 않고, 불가지론자 또는 무신론자이며, 82명(인구의 약 4.23%)이 질문에 대답하지 않았다.

## 정치
2007년 연방 선거에서 가장 인기 있는 정당은 21.35%의 득표율을 기록한 SVP였다. 다음으로 가장 인기 있는 세 정당은 SP (19.28%), FDP (15.72%), FDP (15.72%)였다. 연방 선거는 총 680표를 던졌고, 투표율은 52.4%였다.

## 경제
2010년 기준, 그랑보의 실업률은 2.8%였다. 2008년 기준으로 1차 경제 부문에 71명이 고용되어 있고, 이 부문에 약 20개 기업이 참여하고 있다. 60명이 2차 부문에 고용되었고, 이 부문에 20개의 기업이 있었다. 203명이 3차 부문에 고용되었으며, 이 부문에는 49개의 기업이 있다.  시정촌 주민은 1,046명으로 일정 정도 고용되었으며, 그중 여성이 전체 노동력의 43.6%를 차지하였다.
2008년에 정규직에 상응하는 총 일자리 수는 263개였다. 1차 부문의 일자리 수는 50개였으며, 모두 농업에 있었다. 2차 부문의 일자리 수는 55개였으며, 그중 23개(41.8%)가 제조업에, 32개(58.2%)가 건설에 종사했다. 3차 부문의 일자리 수는 158개였다. 3차 부문의 경우; 35명(22.2%는 자동차 판매 또는 수리, 6명(3.8%)은 물품의 이동과 보관, 29명(18.4%)은 호텔 또는 레스토랑, 3명(1.9%)는 정보 산업, 1명은 보험 또는 금융 산업, 14명(8.9%)가 기술 전문가 또는 과학자, 11명(7.0%)이 교육, 45명(28.5%)이 의료 분야에 있었다.
2000년 기준 시정촌으로 출퇴근하는 근로자는 146명, 출퇴근 근로자는 823명이었다. 지자체는 근로자의 순수출 지자체이며, 1명이 들어올 때마다 약 5.6명의 근로자가 지자체를 떠나고 있다. 근로 인구의 11%는 출퇴근을 위해 대중교통을 이용했고, 71.1%는 자가용을 이용했다.

## 국가중요문화재
메종 마이야르도(Maison Maillardo)와 유네스코 세계 문화 유산의 일부인 라보 포도원 테라스는 국가적으로 중요한 스위스 문화 유산으로 등재되어 있다. 그랑보 마을 전체가 스위스 유산 목록의 일부이다.
메종 마이야르도는 16세기 후기 고딕 양식의 창문으로 유명하다.

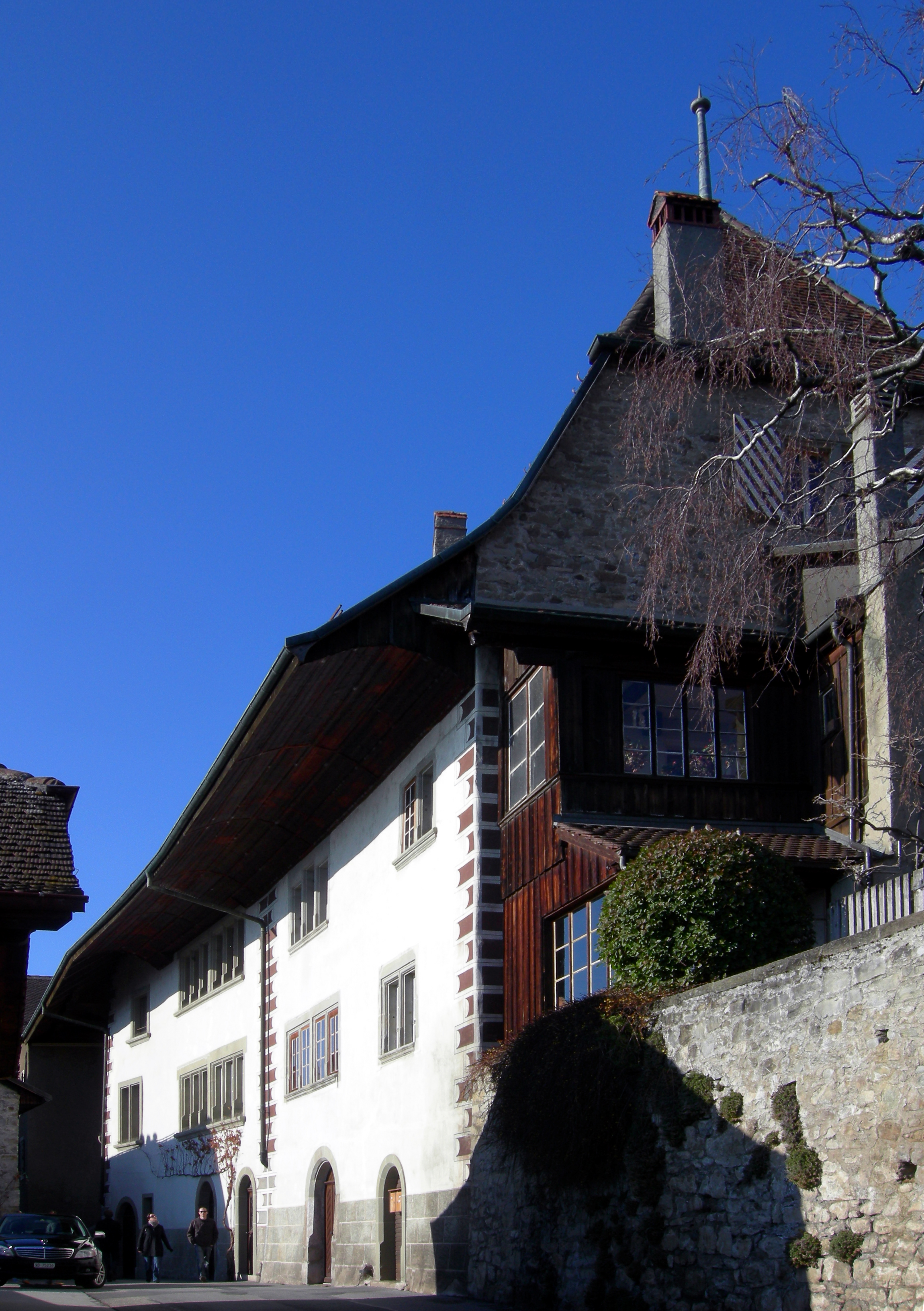
메종 마이야르도
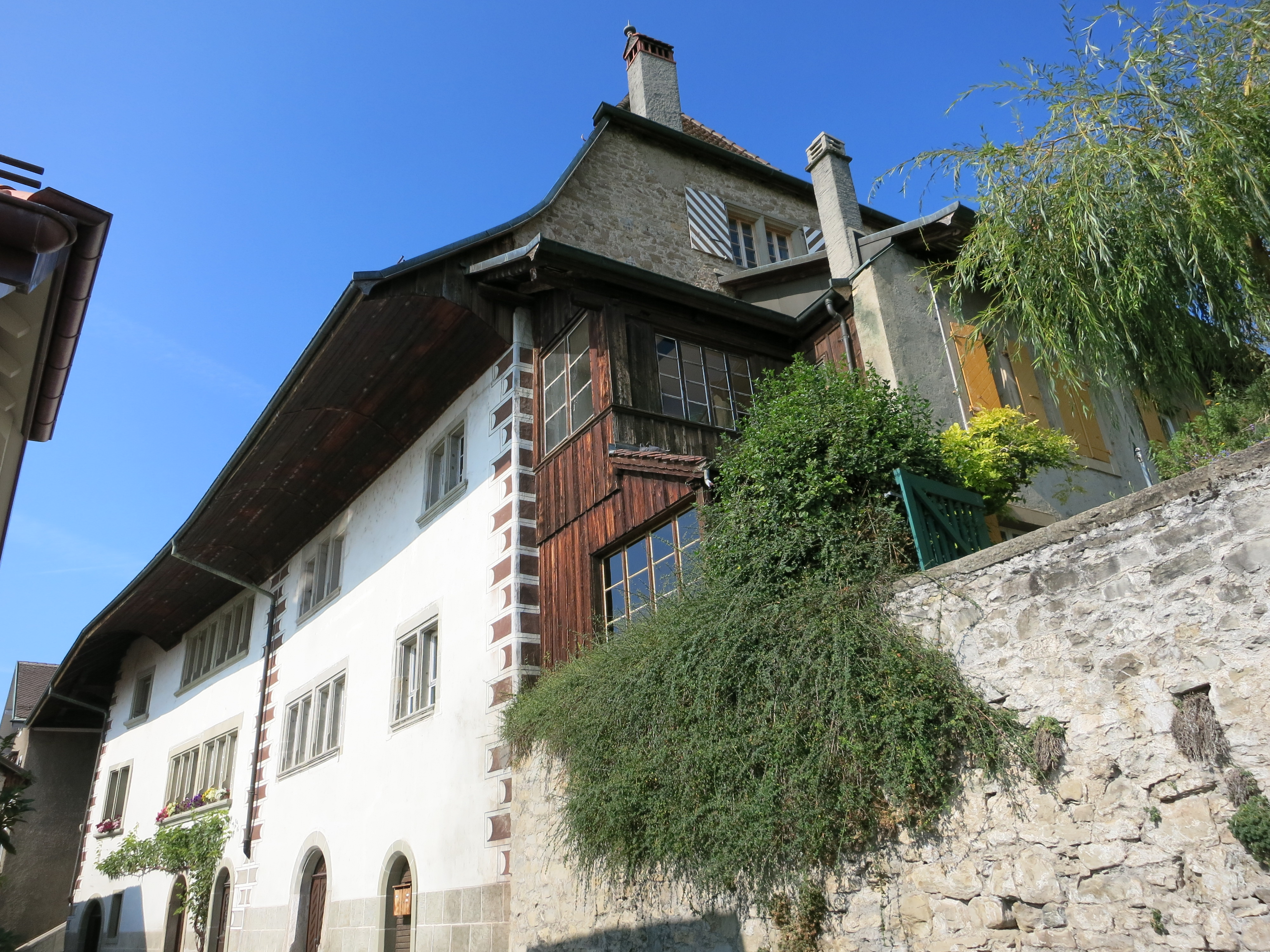
메종 마이야르도
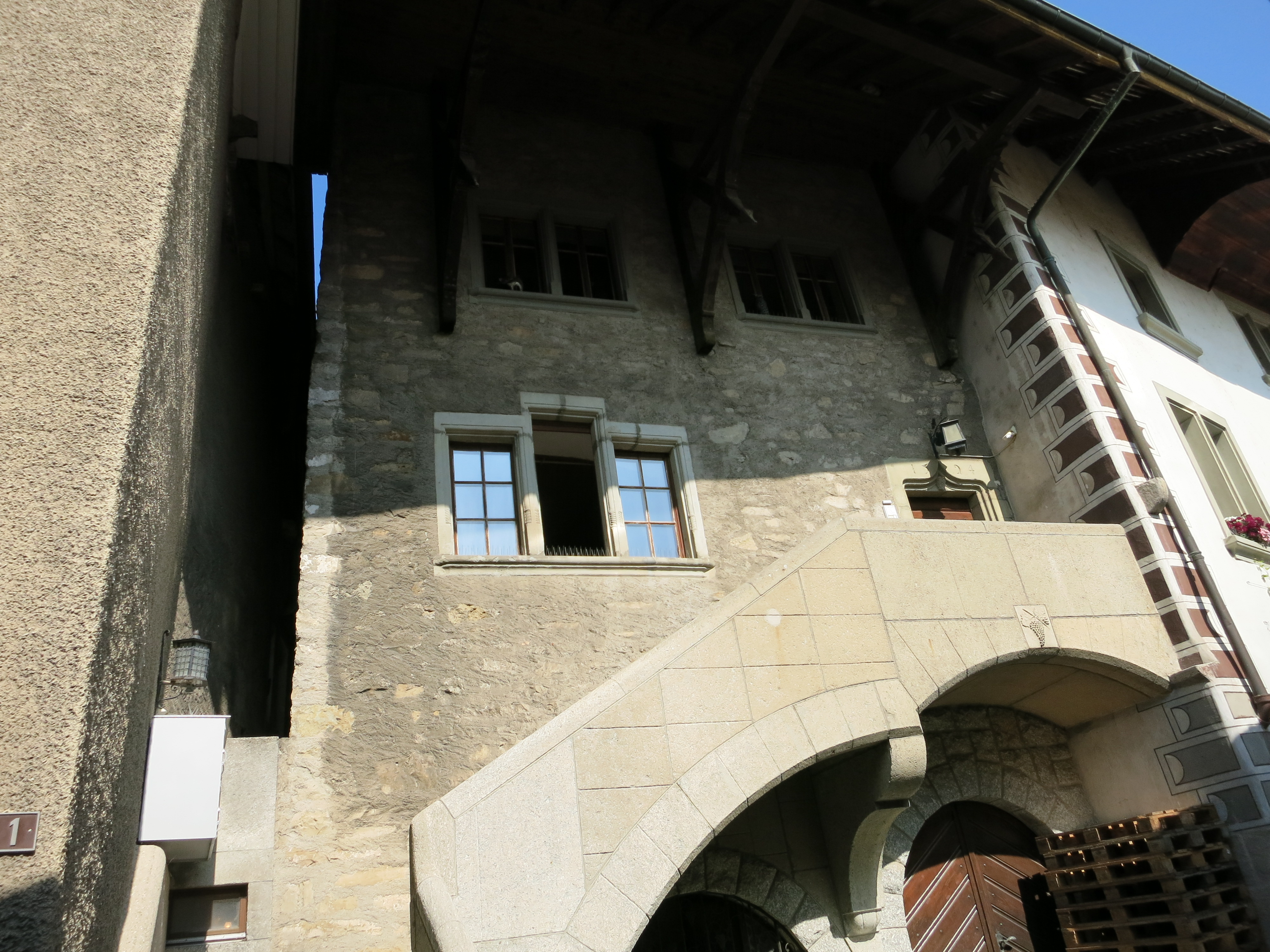
메종 마이야르도

## 교육
그랑보에서는 인구의 약 685명(35.4%)이 비필수 고등교육을 이수했으며, 524명(27.1%)이 추가 고등교육(대학 또는 응용학문대학)을 마쳤다. 고등교육을 마친 524명 중 49.6%가 스위스 남성, 29.0%가 스위스 여성, 11.5%가 비스위스계 남성, 9.9%가 비스위스계 여성이었다.
2009/2010학년도에 그랑보 학군에는 총 205명의 학생이 있었다. 보주 주립학교 시스템에서는 정치 구역에서 2년간의 의무가 아닌 유아원을 제공한다. 학년도 동안 정치 지역은 총 665명의 어린이에게 유치원 보육을 제공했으며, 그중 232명의 어린이(34.9%)가 보조금을 받는 유치원 보육을 받았다. 주의 초등학교 프로그램은 학생들이 4년 동안 출석해야 한다. 시립 초등학교 프로그램에는 111명의 학생이 있었다. 의무 중등학교 프로그램은 6년 동안 지속되며 해당 학교의 학생은 94명이었다.
2000년 기준으로 그랑보에는 다른 지자체에서 온 학생이 50명, 지자체 이외의 학교에 다니는 거주자는 232명이었다.

## 교통

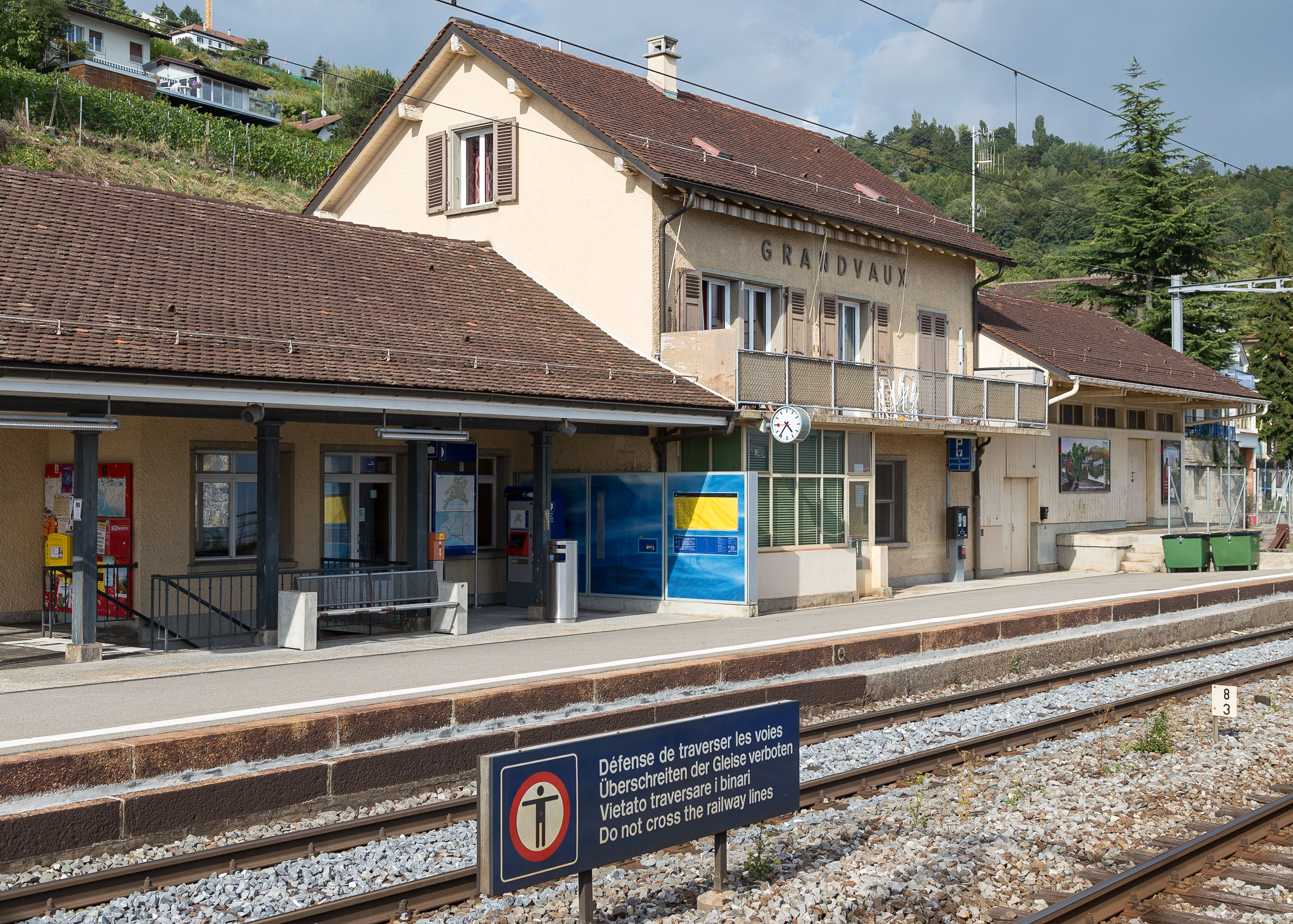
그랑보역

그랑보는 퀴이에서 사비니까지 연결되는 도로의 통과 도로에서 벗어나 있지만, 교통 면에서 잘 발달되어 있다. 주요 9번 도로는 호숫가를 따라 이어진다. 1974년에 개통된 A9 고속도로 (로잔-시옹)에 가장 가까운 고속도로 연결은 이전 시가지를 가로지르며, 벨몽(서쪽으로 약 4km 거리)과 셰브르(동쪽으로 약 7km 거리)이다.
1862년 9월 4일, 마을 위의 그랑보역과 함께 로잔-프리부르 철도 노선이 개통되었다. 마을에서 1km 떨어진 시정촌 바로 바깥에는 로잔에서 발레까지 가는 철도인 심플론선의 퀴이역이 있다. (로잔-빌뇌브 구간은 1861년 4월 2일에 운영되었다). 로잔과 퓌이에서 그랑보까지 운행하는 대중교통 수단(Transports publics de la région lausannoise)인 66번과 47번 버스는 대중 교통의 원활한 분배를 보장한다.

## 자매 도시
- 일본 이와테현 도노시의 나가라 후루사토[17][18]